# 황재환
황재환(2001년 4월 12일 ~ )은 대한민국의 축구 선수로, 포지션은 공격수다. 현 충남 아산 FC 소속이다.

## 클럽 경력
2020년 1월 1일 독일의 1. FC 쾰른으로 2022년 여름까지 임대를 떠났다.
19/20시즌 U-19 리그에서 6경기 3골을 기록했다.
20/21시즌 2군 소속으로 레기오날리가 베스트에서 21경기 5골을 기록했다.
21/22 시즌 시작 전, 팀에서는 알리지 않았지만 원인 모를 큰 부상에 당하며, 시즌 시작부터 리그 9R 진행까지 레기오날리가 베스트 복귀전을 치루지 못하다가 2022년 2월 5일 레기오날리가 베스트 24R에서 교체 출전하여 약 9개월 만에 부상에서 복귀하였다.
2022년 여름 이적 시장에서 울산으로의 임대 복귀하였고, 복귀 직후 포항과의 동해안 더비 경기에서 선발 출전을 통해 K리그를 데뷔하게 되었다.
2024 시즌을 앞두고 부천 FC 1995로 임대 이적하였다.